# رمدیوس (انتیوکیا)
رمدیوس (انتیوکیا) (به اسپانیایی: Remedios, Antioquia) یک سکونتگاه مسکونی در کلمبیا است که در بخش انتیوکیا واقع شده‌است.